# Calycobolus insignis
Calycobolus insignis är en vindeväxtart som först beskrevs av Alfred Barton Rendle, och fick sitt nu gällande namn av Hermann Heino Heine. Calycobolus insignis ingår i släktet Calycobolus och familjen vindeväxter. Inga underarter finns listade i Catalogue of Life.